# 一个死者对生者的访问 (电影)
《一个死者对生者的访问》（英語：Death Visits the Living）是一部中华人民共和国电影作品，刘树纲编剧，黄健中导演，赵非摄影，常蓝天、林芳兵主演，北京电影制片厂于1987年出品。

## 故事
剧情根据真实事件改编，描述青年叶肖肖（常蓝天饰）在公车遇见盗贼行窃，见义勇为将其揭发，却无人出面认领失物。歹徒嚣张地围殴肖肖，冷漠的乘客却无人伸出援手；终于，公车司机将车子开向公安局，肖肖却已经断气，歹徒也随之逃之夭夭，事后媒体将此抹黑为流氓互殴事件。
肖肖的女友唐恬恬（林芳兵饰）追查真相，在殓房喚起肖肖的灵魂。肖肖的灵魂寻访当日车上的乘客，所有人都自认为有冷眼旁观的理由。

## 荣誉
- 林芳兵，1987年第十届百花奖最佳女主角提名